# Aloe francombei
Aloe francombei é uma espécie de liliopsida do gênero Aloe, pertencente à família Asphodelaceae.